# Joseph Hehle

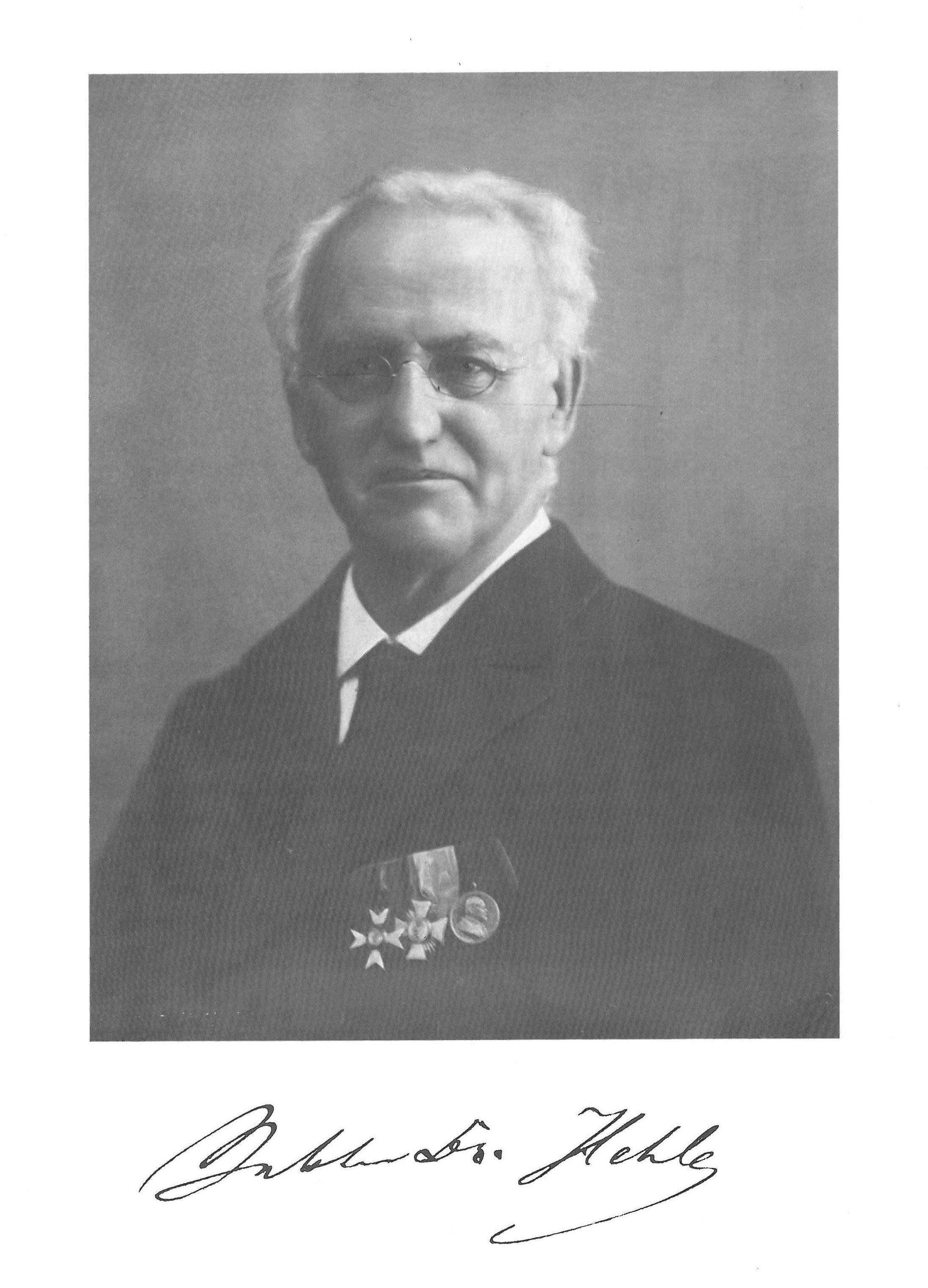
Joseph Hehle (um 1895)

Joseph Hehle (* 4. April 1842 in Niederwangen; † 2. Januar 1928 in Ehingen) war ein deutscher katholischer Priester, Gymnasiallehrer und Heimatforscher.

## Leben
Joseph Hehle war der Sohn des Gutsbesitzers Joseph Hehle und seiner Frau Kreszentia geb. Bauhofer. Hehle besuchte die Volksschule in Niederwangen, konnte aufgrund seiner Begabung das Gymnasium in Ehingen besuchen und absolvierte 1860 die Reifeprüfung. Er studierte in Tübingen von 1860–1864 als Zögling des Wilhelmsstifts Katholische Theologie und Klassische Philologie und wurde am 10. August 1865 zum Priester geweiht. Seine Primiz hielt Hehle in Niederwangen am 20. August 1865. 1866–1867 unterrichtete Hehle als Präzeptoratsverweser in Riedlingen und war 1867 Lehramtskandidat. 1867–1868 setzte er sein Studium in Tübingen fort, welches er 1868 mit dem Dr. phil. abschloss. 1869 legte er seine Prüfung zum Professor an Gymnasien ab.
Hehle trat daraufhin in den Schuldienst und wurde 1869 Professoratsverweser in Ehingen und 1871 dort zum Professor befördert. Hehle lehrte vornehmlich die klassischen Sprachen Griechisch und Latein. Im Jahre 1886 wurde er Rektor des Gymnasiums Ehingen, welche Position er bis zu seiner Pensionierung 1908 beibehielt. Kurz vor der Zurruhesetzung wurde Hehle noch 1906 zum Oberstudienrat befördert.
Hehle setzte sich während seiner Zeit als Rektor für den Wiederaufbau des 1769 abgebrannten oberen Teils des Turmes der ehemaligen Kollegiumskirche in den Jahren 1885/86 ein und sorgte für die Ausstattung der Kirche mit neuen Altären und Chorgestühl; die Innenausstattung war nach der Säkularisation vollständig verloren gegangen. In der Gymnasiumskirche führte er die Herz-Jesu-Bruderschaft ein. Mit dem Ehinger Konviktsvorstand Joseph Herter und Stadtpfarrer Max Ströbele gründete Hehle das „Collegio St. Josephi“.
Neben seiner Berufsarbeit und insbesondere seit seiner Pensionierung 1908 zeichnete sich Hehle durch zahlreiche historische Studien zu Ehingen und seiner Umgebung aus. In seinen frühen Arbeiten beschäftigte sich mit dem Humanismus, insbesondere mit dem Ehinger Humanisten Jakob Locher, wofür ihm die Stadt Ehingen am 4. August 1875 das Ehrenbürgerrecht verlieh. Weitere Arbeiten untersuchten die Ehinger Patrizierfamilie Winckelhofer. Der Schwerpunkt seiner Forschungen aber war die Ehinger Kirchengeschichte mit Studien zur St.-Blasius-Pfarrkirche und ihren Grabdenkmälern, dem Franziskanerkloster mit der Liebfrauenkirche und dem Kloster im Groggental. Weiterhin befasste sich Hehle in zwei Arbeiten mit der Geschichte seines Wirkungsorts, des Ehinger Gymnasiums. Was die nähere Umgebung Ehingens betrifft, so interessierte er sich für die Geschichte des Klosters Urspring und den Justinger Mathematiker und Astronomen Johannes Stöffler. Der Sammelband Geschichtliche Forschungen über Ehingen und Umgegend von 1925 fasste frühere Studien zusammen und erweiterte sie auf Grundlage neuer Archivalienfunde.
Seine Heimatgemeinde Niederwangen verlieh ihm anlässlich seines diamantenen Priesterjubiläums am 30. August 1925 das Ehrenbürgerrecht. Zusätzlich zum bereits 1875 verliehenen Ehrenbürgerrecht ehrte die Stadt Ehingen Hehle außerdem durch die Benennung der Straße hinter dem Gymnasium zur Hehlestraße. Auch seine Heimatgemeinde Niederwangen benannte ihm zu Ehren den Dr.-Hehle-Weg.
Zusätzlich zu diesen Ehrungen wurde Hehle auch staatlicherseits dekoriert: 1887 erhielt er das Ritterkreuz I. Klasse des Friedrichsordens; 1902 wurde ihm der Rang auf der V. Stufe der Rangordnung verliehen. Aus Anlass seiner Pensionierung wurde er 1908 mit dem Ritterkreuz des Württembergischen Kronordens ausgezeichnet.
Hehle wohnte in Ehingen in der Spitalgasse. Er starb in Ehingen am 2. Januar 1928 und wurde in seiner Heimatgemeinde Niederwangen beigesetzt. Hehle war Mitglied der katholischen Studentenverbindung AV Guestfalia Tübingen.

## Veröffentlichungen
- Der schwäbische Humanist Jakob Locher Philomusus [1471–1528]: eine kultur- und literarhistorische Skizze. 3 Teile. Ehingen: Feger, 1873, 1874 u. 1875. 42 + 51 + 51 S.
- Die Patrizierfamilie der Winckelhofer, zugleich ein Beitrag zu der Geschichte der Stadt Ehingen. Württembergische Vierteljahrshefte für Landesgeschichte Jg. 3, 1880, S. 48–55 u. 132–45.
- Josef Hehle: Locher, Jakob. In: Allgemeine Deutsche Biographie (ADB). Band 19, Duncker & Humblot, Leipzig 1884, S. 59–63.
- Festschrift des Königlichen Gymnasiums in Ehingen zur Jubelfeier der fünfundzwanzigjährigen Regierung seiner Majestät des Königs Karl von Württemberg. Inhalt: Kulturgeschichtliches aus Neuwürttemberg. Das ehemalige Zwiefalter Gymnasium und Kollegium zu Ehingen in seiner Erstlingsperiode (1686–1719). Stuttgart: J. B. Metzlersche Buchdruckerei, 1889. Digitalisat pdf
- Die ehemalige Kommunität der Schulschwestern in Ehingen im 18. Jahrhundert. In: Volksfreund für Oberschwaben Jg. 1911 Nr. 105, S. 467.
- Die ehemalige St.-Blasius-Priesterfraternität in Ehingen. In: Schwäbisches Archiv Jg. 1911, S. 161ff u. 187ff.
- Zwei große Äbte des Klosters Zwiefalten: an der Grenzscheide des 17. und 18. Jahrhunderts. Ulm: ohne Verlag, ca. 1911. 38 S.
- Die Liebfrauenkirche in Ehingen mit ihrem berühmten Madonnabild seit ihrem Ursprung vor etwa 680 Jahren. Ehingen a. D.: Feger, 1911. 40 S.
- Forschungen und Entdeckungen zur Geschichte der St.-Blasius-Pfarrkirche in Ehingen. Ehingen a. D.: Feger, 1914. 29 S.
- Geschichte des Benediktiner-Gymnasiums bzw. -Lyceums in Ehingen a. D. (1686–1812). In: Württembergische Kommission für Landesgeschichte (Hrsg.), Geschichte des humanistischen Schulwesens in Württemberg. Bd. 2: Geschichte des humanistischen Schulwesens in den zu Anfang des 19. Jahrhunderts württembergisch gewordenen Landesteilen von 1559–1805. Stuttgart: W. Kohlhammer, 1920, S. 675–747 (wieder abgedruckt in Gymnasium Ehingen, hrsg. von Walter Frei, 1986, S. 16–92).
- Geschichtliche Forschungen über Ehingen und Umgegend. Ehingen a. D.: Verlag der Buchdruckerei C. L. Feger; Verlag L. Ortmann, Buchhandlung, 1925.